# Anna Guitart Ferrer
Anna Guitart (Barcelona, 1976) és una periodista i guionista catalana.
Va començar treballant a Ràdio Barcelona i després al programa La República, de Joan Barril, a COM Ràdio. Va formar part de l'equip del documental Setembres, de Carles Bosch. En televisió, va ser cap de continguts del concurs de TV3 El bocamoll, directora de (S)avis del Canal 33 (segona temporada) i coordinadora de guió del programa Via Llibre. Entre 2015 i 2017 va presentar la secció de llibres del programa Tria 33, del Canal 33. Des de 2018 presenta Tot el temps del món. Des de setembre del 2019, col·labora amb una columna al Diari Ara i, des del 2022, col·labora a la secció de llibres del programa de TV3 Tot es mou.
El 2023 va guanyar el XII Memorial Pere Rodeja.